# 卡罗琳·加西亚
卡羅琳·加西婭（法語：Caroline Garcia，1993年10月16日—）是法國职业网球女运动员，单打、双打都取得成绩，2011年轉職業。职业生涯最高单打世界排名第4和双打世界排名第2。双打上，2016年和2022年她两度與法國同胞搭檔克里斯蒂娜·美拉德諾維奇奪下法國網球公開賽女雙冠軍。加西亚也是一名成功的单打选手，2017年她在武漢公開賽、中國公開賽先後奪冠，以及2022年辛辛那提公开赛夺冠、2022年WTA年终总决赛单打冠军。加西亚自2013年以来一直代表法国参加比利·简·金杯，并且2019年随队夺冠。

## 外部連結
- 卡罗琳·加西亚的国际女子网球协会官方資料（英文）
- 卡罗琳·加西亚的國際網球總會 職業／青少年 官方資料（英文）
- Fed Cup - Player profile - Caroline Garcia (FRA) （页面存档备份，存于）